# シェリー・ハック
シェリー・ハック（Shelley Hack, 1947年7月6日 - ）は、アメリカ・ニューヨーク州ホワイトプレインズ出身の女優・モデル。

## 来歴
ニューヨークのホワイトプレインズ生まれ、コネティカット州のグリニッジで育つ。
グリニッジアカデミーを卒業後、スミスカレッジで歴史の学位を修得する。
16歳からモデルとして活動を開始し、70年代にレブロンの香水“チャーリー”のTVコマーシャルで注目される。
76年ごろから女優業にも進出。映画デビュー作の『アニー・ホール』では端役だったが、78年の『わが心のジェニファー』ではメインキャストのジェニファー役を演じる。
そして79年にはTVシリーズ『地上最強の美女たち!/チャーリーズ・エンジェル』の第4シーズンで、第3シーズンを最後に降板したケイト・ジャクソンに代わって、ティファニー・ウェルズ役でレギュラー出演しブレイク。
その後はマーティン・スコセッシ監督の『キング・オブ・コメディ』やテリー・オクィンが殺人鬼の養父を演じたサスペンス『W/ダブル』などにも出演するが、主にTVを中心に活躍する。
97年を最後に女優業を離れ、政界に進出し、ボスニアの国際平和維持組織のメディアコンサルタントとして活躍。
私生活では監督のハリー・ワイナーと結婚し、1児を儲けている。

## フィルモグラフィ

### 映画
| 製作年 | 邦題 原題                                                  | 役名                   | 備考                          |
| ------ | ---------------------------------------------------------- | ---------------------- | ----------------------------- |
| 1977   | アニー・ホール Annie Hall                                  |                        | 映画デビュー                  |
| 1978   | わが心のジェニファー If Ever I See You Again               | ジェニファー・コーリー |                               |
| 1979   | タイム・アフター・タイム Time After Time                   | 先生                   |                               |
| 1979   | 狂走！皆殺しの高速道路 Death Car on the Freeway            | ジャン・クラウセン     | TV映画 TV題『恐怖の高速道路』 |
| 1982   | キング・オブ・コメディ The King of Comedy                  | キャシー・ロング       |                               |
| 1983   | 影の追跡 Trackdown: Finding the Goodbar Killer             | ローガン・ゲイ         | TV映画                        |
| 1984   | シングル・ウーマン物語 Single Bars, Single Women           | フランキー             |                               |
| 1986   | トロル Troll                                               | アン・ポッター         |                               |
| 1987   | W/ダブル The Stepfather                                    | スーザン ・メイン      |                               |
| 1989   | 暗闇に誰かいる! Blind Fear                                 | エリカ・ブリーン       |                               |
| 1992   | フィニッシング・タッチ The Finishing Touch                 | ハンナ                 |                               |
| 1995   | フリーフォール：FLIGHT174 Falling from the Sky: Flight 174 | リン・ブラウン         | TV映画                        |

### テレビシリーズ
| 放映年    | 邦題 原題                                                     | 役名                   | 備考 |
| --------- | ------------------------------------------------------------- | ---------------------- | ---- |
| 1979-1980 | 地上最強の美女たち!/チャーリーズ・エンジェル Charlie's Angels | ティファニー・ウェルズ |      |